# اوزان یلماز
اوزان یلماز (انگلیسی: Ozan Yılmaz؛ زادهٔ ۱ فوریهٔ ۱۹۸۸) بازیکن فوتبال اهل ترکیه است.
از باشگاه‌هایی که در آن بازی کرده‌است می‌توان به باشگاه فوتبال اس‌سی فورتونا کلن و باشگاه فوتبال شوارتز-وایس اسن اشاره کرد.
وی همچنین در تیم ملی فوتبال زیر ۲۰ سال ترکیه بازی کرده‌است.